# El club de la herradura
The Saddle Club (titulado El club de la herradura en España, El Club de las Chicas Cabalgadoras: Aventuras en Pine Hollow en México y El Club de la silla de Montar en Latinoamérica), es una serie de televisión infantil australiana-canadiense basada en los libros escritos por Bonnie Bryant. Al igual que la serie de libros, la serie trata sobre la vida de tres niñas en la formación para montar a caballo, mientras que se ocupan de los problemas de su vida personal.

## Historia
La serie gira en torno a las experiencias de Carole Hanson, Stevie Lake, y Lisa Atwood, que forman «El club de la herradura» después de reconocer su amor por la equitación. Sin embargo, su amistad es en común el odio por Veronica DiAngelo, otra niña, hija única y muy malcriada. También esta la amiga de Veronica llamada Kristi. Kristi está enamorada de Red, el mozo de cuadra.
Max es el dueño de Pine Hollow junto con su madre. Max se casa con Deborah, una periodista.
También esta Phil, un chico del club rival de Pine Hollow que acaba saliendo con Stevie. Más tarde en la temporada 3, Stevie sale con Murray el hermanastro de Carol.
A lo largo de la serie, el club de la herradura tiene que hacer frente a Veronica, y a los problemas de sus amigos. La serie transcurre en un club de equitación llamado «Pine Hollow».

## Producción
El programa se transmitió desde 2001 hasta 2003, con 52 episodios producidos y emitidos en dos temporadas. La popularidad de la serie poco después de su estreno en la ABC promueve difusión internacional, y ahora se puede ver en América del Norte en Discovery Kids, en España (Disney channel) YTV, con Connecticut Public Television & Pop Chica emitir en el Reino Unido. A nivel regional, el elenco de la serie de televisión han lanzado una serie de álbumes de música, tales como Friends Forever, On Top Of The World, los secretos y los sueños, y Hello World - The Best Of The Saddle Club y han aparecido en las actuaciones en directo como el 2004 Sydney Royal Easter Show. "The Saddle Club - Greatest Hits" y "de verano con el Club de la herradura" están disponibles como descarga de música MP3 en Amazon.com.
En 2007, hubo un comunicado de prensa de la serie anunciando un casting y la producción de una tercera temporada, que fue filmado desde 2007-2008. La tercera temporada de la serie comenzó el 29 de septiembre de 2008 y se muestra actualmente en PBS KIDS en el cable. También se muestra en Discovery Kids en América del Norte. La nueva Saddle Club CD "Best Friends" está ahora disponible en tiendas en Australia y en el sitio web The Saddle Club de oficiales de la tienda. Sin embargo, "Best Friends" está disponible para descarga digital en los EE. UU. y Canadá. Temporada 3 transmitido por Discovery Kids en los EE. UU. el 22 de febrero de 2009 y de Stanfor de la temporada 3 fue presentado en "Domingos Saddle Club", en diciembre de 2008. En Australia, la nueva serie comenzó en el Canal Nueve & WIN TV el 7 de marzo de 2009. En abril de 2009, PBS Kids en libertad a los tres de las estaciones.

## Episodios
Anexo: Episodios de El Club de la herradura

## Personajes

### Seres humanos
- Sophie Bennett es Stevie Lake (Temp. 1 - Temp. 2)
- Keenan MacWilliam es Carole Hanson (Temp. 1 - Temp. 2)
- Lara Jean Marshall es Lisa Atwood (Temp. 1 - Temp. 2)
- Heli Simpson es Verónica DiAngelo (Temp. 1 - Temp. 2)
- Kia Luby es Kristi Cavanaugh (Temp. 1 - Temp. 2)
- Marisa Siketa es Melanie Atwood (Temp. 1)
- Jessica Jacobs† es Melanie Atwood (Temp. 2)
- Glenn Meldrum es Phillip "Phil" Marsten (Temp. 1 - Temp. 2)
- Janelle Corlass-Brown es Ashley Taylor (Temp. 1 - Temp. 2)
- Brett Tucker es Max Regnery (Temp. 1 - Temp. 2)
- Catherine Wilkin es Elizabeth Regnery o Señora Reg (Temp. 1 - Temp. 2)
- Nathan Phillips es Red O'Malley (Temp. 1)
- James O'Dea es Red O'Malley (Temp. 2)
- Maggie King es Doctora Judy (Temp. 1 - Temp. 2)
- Cathy Godbold es Deborah Hale/Regnery (Temp. 1 - Temp. 2)
- Sophie Hensser es Megan (Temp. 1 - Temp. 2)
- Giovanna es Marleth Vega (Temp. 1 - Temp. 2)
- Matylda Buczko es Dorothèe Doutey (5 episodios)
- Damien Bodie es Rafaell (2 episodios)
- Lauren Dixon es Stevie Lake (Temp. 3)
- Victoria Campbell es Carole Hanson (Temp. 3)
- Ariel Kaplan es Lisa Atwood (Temp. 3)
- Marny Kennedy es Verónica DiAngelo (Temp. 3)
- Aisha Dee es Desiree Desi Biggins (Temp. 3)
- Connor Jessup es Simon Atherton (Temp. 3)
- Kaiya Jones es Jess Cooper (Temp. 3)
- Ella-Rose Shenman es Melanie Atwood (Temp. 3)
- Troy Lovett es Jack O'Neill (Temp. 3)
- Richard Davies es Max Regnery (Temp. 3)
- Briony Behets es Elizabeth Regnery o Señora Reg (Temp. 3)
- Cosmo Felthan es Phil Marsten (Temp. 3)
- Rory Donegan es Murray Richards (Temp. 3)

### Cada Personaje
- Carole: Es una chica dulce y educada. Su madre murió cuando ella era pequeña. Tiene un caballo llamado Starlight que fue regalo de su madre antes de morir.

- Lisa: Es cariñosa, amable y un poco tímida y miedosa. Lisa fue la última en entrar en el club y tiene menos experiencia montando. Tiene una hermana llamada Melanie, que también monta en Pine Hollow.

- Stevie: Es aventurera y no le tiene miedo a casi nada. Es la chica del club que más corre por eso Murray y Phil siempre le piden que participe con ellos en los concursos de carreras etc. Stevie estuvo saliendo con Phil en la 2ª temporada, pero en la tercera apareció Murray el hermanastro de Carol y empezó a salir con él.

- Verónica: Es una chica rica y malcriada que lo consigue todo con dinero, su única amiga es Kristi. Envidia a El Club de la Herradura por su amistad. Está enamorada de Phil, pero éste está enamorado de Stevie, lo que la pone muy celosa.

- Kristi: Única amiga de Verónica, pero a la vez envidia la amistad de El Club de la Herradura. Está enamorada de Red, el mozo de cuadra de Pine Hollow.

- Elizabeth Regnery "Señora Reg" y Max Regnery: Son madre e hijo, y son los dueños de Pine Hollow.

- Deborah: Es una periodista que es la novia de Max, aunque al final se terminan casando. Al principio, le dan miedo los caballos, pero al final lo termina superando.

- Red: Es el mozo de cuadra de Pine Hollow. También toca en un grupo de música.

- Doctora Judy: Es la veterinaria de Pine Hollow.

- Phil: Es un chico perteneciente a una familia rica, que se convierte en el interés amoroso de Stevie, lo que enfurece a Verónica, ya que ella también está enamorada de él. Empezó a salir con Stevie en la 2ª temporada.

- Melanie: Es la hermana pequeña de Lisa. Empezó a montar en Pine Hollow a partir del capítulo 9 de la 1ª temporada. Tiene una amiga llamada Ashley.

- Ashley: Es una chica que también monta en Pine Hollow. Es la mejor amiga de Melanie.

### Caballos
- Starlight (Temp. 1, 2 y 3) Carol
- Comanche a balai (Temp. 1 y 2) Stevie
- Patch (Temp. 1) Lisa
- Cobalt (Temp. 1) Veronica
- Prancer (Temp. 1, 2 y 3) Lisa
- Belle (Temp. 1, 2 y 3) Stevie
- Barq (Temp. 1, 2 y 3) Kristi
- Delilah (Temp. 1) Max
- Garnet (Temp. 1, 2 y 3) Veronica
- Teddy (Temp. 1, 2 y 3)  Phil
- Pepper (Temp. 1 y 2) Pine Hollow
- Samson (Temp. 1) Max
- Dime (Temp. 1, 2 y 3) Ashley
- Penny (Temp. 1 y 3) Pine Hollow
- Nickel (Temp. 1) Pine Hollow
- Eddie (Temp. 2) Pine Hollow
- Hugo (Temp. 2) Dorothee
- Ángel (Temp. 2) Pine Hollow
- Bert (Temp. 2) Pine Hollow
- Diablo (Temp. 2 y 3) Lisa
- Storm (Temp. 2) Lisa
- Windsong (Temp. 2) Pine Hollow
- Midnight (Temp. 3) Simon
- Gominola (Temp. 3) Desi
- Chilli (Temp. 3) Murray
- Problemas (Temp. 3) Melani y Jess
- Sky (Temp. 3) Vannesa
- Duquesa (Temp. 3) Gus

## Emisión internacional
- EE. UU.: Discovery Kids (Temp.3), Knowledge Network (Temp.3), Connecticut Public Broadcasting Network (Temp.1 y 2) y TVO Kids (Temp.1 y 2).
- Latinoamérica: Boomerang (Temp. 1, 2)
- Australia: WIN Television(Temp. 1, 2 ,3 y 4)
- Reino Unido: Pop Girl (Temp. 1, 2 y 3)
- Francia: Gulli  (Temp. 1, 2 y 3)
- Holanda: Nickelodeon (Temp. 1)
- España: Disney Channel (Temp. 1, 2 y 3)
- Italia: Disney Channel (Temp. 1, 2)
- Portugal: Disney Channel (Temp. 1, 2 y 3)
- Suecia: SVT

- Datos: Q2482527